# Juan Antonio Toro Uribe
Juan Antonio Toro Uribe (Sonsón, 24 de mayo de 1862-Manizales, 1930) fue un banquero, industrial y empresario colombiano. 

## Biografía
Nacido en Sonsón, entonces parte de la Confederación Granadina, era hijo de Pedro Toro Mejía y de Juana María Uribe Botero. Primero estudió en la escuela de su población natal, para después trasladarse a Manizales en 1876 y a Bogotá en 1879, esta última donde ingresó al colegio San Bartolomé. 
Estudió medicina y se graduó en el Colegio Santa Inés, ejerciendo esta profesión en el Hospital Militar de Bogotá y en Manizales, para después trasladarse a París, estudiando en la Universidad de París. Regresó a Manizales en 1897 y volvió a Francia en 1903 junto con su familia. Fue fundador y médico del Hospital de Caldas, el primero profesional en el departamento de Caldas. 
Como industrial fue fundador de la fábrica de fósforos El Rey, en su momento la mayor empresa de ese ámbito al occidente de Colombia, fundador de La Gota de Leche, también una de las mayores empresas en su tiempo, financió la construcción de gran cantidad de edificios en Manizales y fue cofundador y accionista de los bancos Banco de Manizales, Banco de Caldas, Banco del Ruiz y Banco de Los Andes. Acaudalado terrateniente, fue poseedor de los mayores cultivos de café y caña del Eje Cafetero, siendo así su mayor productor durante varios años. Así mismo, fue un importante empresario de la arriería, destacándose en esta actividad junto con otros empresarios como Pepe Sierra y Alejandro Ángel. Adicionalmente, se desempeñó como presidente de la Cruz Roja de Caldas, colaboró con la prensa local y escribió el libro «Apuntaciones higiénicas». 
Casado en Manizales con Emilia Villegas Jaramillo, era yerno del político y terrateniente José Ignacio Villegas Echeverri y cuñado de los políticos José Ignacio Villegas Jaramillo y Aquilino Villegas Hoyos. Fue consuegro de Félix María Salazar Gómez, padre de Félix Salazar Jaramillo, al estar casados sus hijos Emilio Toro Villegas e Inés Salazar Jaramillo.